# 이시즈 이슈타르
이시즈 이슈타르(Ishizu Ishtar, イシズ・イシュタール)는 유희왕 듀얼몬스터즈의 등장인물이다.

## 소개
성우 - 시마모토 스미 / 박신희 (중후반)
무덤 수호 일족의 인물로, 마리크 이슈타르의 누나이다. 천년 타우크(목걸이)를 가지고 있으며, 어둠의 인격에 의해 지배를 당하는 동생을 구하기 위해 배틀 시티에 참가한다. 초반과 중반의 스토리를 이어주는 인물이기도 하다.